# Perdita heliophila
Perdita heliophila là một loài Hymenoptera trong họ Andrenidae. Loài này được Cockerell mô tả khoa học năm 1916.